# Staphylinochrous melanoleuca
Staphylinochrous melanoleuca és una espècie de lepidòpter zigenoïdeu de la família dels himantoptèrids (Himantopteridae), subfamília Anomoeotinae.
És endèmica d'Uganda.